# Мирный (Северная Осетия)
Ми́рный (осет. Мирнæй) — посёлок в Моздокском районе Республики Северная Осетия — Алания. 
Входит в состав муниципального образования «Виноградненское сельское поселение».

## География
Посёлок Мирный расположен на правом берегу реки Терек, в западной части Моздокского района. Находится в 15 км к юго-западу от районного центра Моздок и в 95 км к северо-западу от города Владикавказ.  
Граничит с землями населённых пунктов: Виноградное на западе и Раздольное на востоке. На противоположном берегу реки расположена станица Павлодольская. 
Населённый пункт расположен в степной зоне республики. Рельеф местности преимущественно равнинный. К северу от посёлка проходит Терский кряж, возвышающийся над долиной реки Терек. Средние высоты на территории муниципального образования составляют около 151 метра над уровнем моря. 
Климат влажный умеренный. Среднегодовая температура воздуха составляет +10,7 °С. Температура воздуха в среднем колеблется от +23,5 °С в июле, до –2,5 °С в январе. Среднегодовое количество осадков составляет около 550 мм. Основное количество осадков выпадает в период с мая по июль. В конце лета часты суховеи, дующие территории Прикаспийской низменности. 

## История
Посёлок основан в середине XX века. С начала 1990-х годов населённый пункт находится в заброшенном состоянии. 

## Население
| 2002 | 2010 | 2021 |
| ---- | ---- | ---- |
| 0    | →0   | →0   |